# Gogi Koghuasjvili

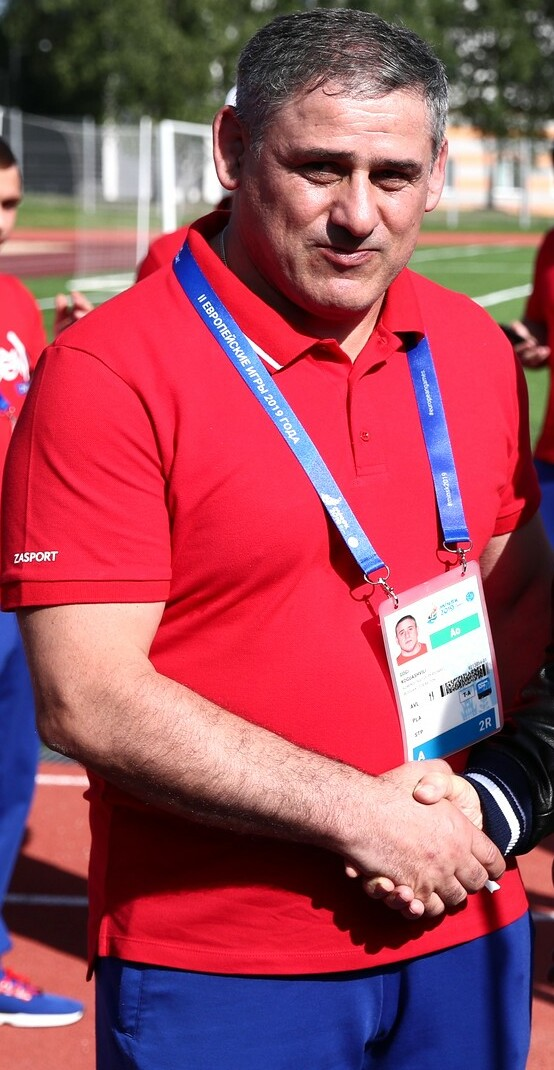
2019

Giorgi "Gogi" Koghuasjvili (georgiska: გოგი კოღუაშვილი, Gogi Koghuasjvili; ryska: Гоги Мурманович Когуашвили, Gogi Murmanovskij Koguasjvili), född den 8 februari 1974 i Kutaisi i Georgien, är en före detta georgisk-rysk brottare som tog OS-brons i lätt tungviktsbrottning i den grekisk-romerska klassen 1992 i Barcelona. 